# Ebbenhouten Schoen 2009
De verkiezing van de Ebbenhouten Schoen 2009 werd op 11 mei 2009 gehouden. Mbark Boussoufa won de Belgische voetbaltrofee voor de tweede keer en evenaarde zo het record van Daniel Amokachi en Vincent Kompany. Hij kreeg de trofee uit handen van Didier Drogba.

## Winnaar
RSC Anderlecht en Standard Luik eindigden in 2009 met evenveel punten, waarna er testwedstrijden kwamen. Daarin trok Standard aan het langste eind en greep Anderlecht net naast zijn 30e landstitel. Die wedstrijden hadden echter nog niet plaatsgevonden toen de Ebbenhouten Schoen van 2009 werd uitgereikt. Ex-laureaat Mbark Boussoufa was ook nu weer een van de topfavorieten. De spelverdeler van Anderlecht won uiteindelijk met grote voorsprong op Dieumerci Mbokani, die eerder ook al naast de Gouden Schoen greep. Mbokani was overigens niet aanwezig op de uitreiking van de Ebbenhouten Schoen.

## Uitslag
| Nr.        | Land                                  | Naam                | Club(s)        |            |
| Finalisten | Finalisten                            | Finalisten          | Finalisten     | Finalisten |
| ---------- | ------------------------------------- | ------------------- | -------------- | ---------- |
| 1.         | Vlag van Marokko · Vlag van Nederland | Mbark Boussoufa     | RSC Anderlecht |            |
| 2.         | Vlag van Ivoorkust                    | Barry Boubacar Copa | KSC Lokeren    |            |
| 3.         | Vlag van Ghana                        | Nana Asare          | KV Mechelen    |            |
| 4.         | Vlag van Congo-Kinshasa               | Dieumerci Mbokani   | Standard Luik  |            |
| 5.         | Vlag van Senegal                      | Mohamed Sarr        | Standard Luik  |            |

1992 · 1993 · 1994 · 1995 · 1996 · 1997 · 1998 · 1999 · 2000 · 2001 · 2002 · 2003 · 2004 · 2005 · 2006 · 2007 · 2008 · 2009 · 2010 · 2011 · 2012 · 2013 · 2014 · 2015 · 2016 · 2017 · 2018 · 2019 · 2020 · 2021 · 2022 · 2023 · 2024